# Brasília Futebol Clube
Il Brasília Futebol Clube è un club calcistico di Brasilia, capitale federale del Brasile.

## Storia
Il club è stato fondato il 2 giugno 1975 come Brasília Esporte Clube dagli imprenditori José da Silva Neto e Vicente de Paula Rodrigues. Il club ha vinto il Campionato Brasiliense otto volte, l'ultima volta nel 1987. Il Brasília è stato finalista del Torneio Centro-Oeste nel 1984, dove è stato sconfitto dal Guará in finale. Il reparto di calcio del club è stato acquistato nel 1999 dalla Brasília Promoções e Participações Desportivas S/A, una società di proprietà di otto membri (in portoghese sócios), e il club cambiò nome in Brasília Futebol Clube, con l'adozione di un nuovo stemma, e dei colori giallo (al posto del rosso) e blu. Il club è tornato a usare il colore rosso a partire dal 2002. Ha partecipato al Campeonato Brasileiro Série A molte volte, l'ultima volta nel 2000, quando ha partecipato alla Copa João Havelange.
Il Brasília ha partecipato alla Série D nel 2009, nel 2010 e nel 2013. Nel 2014 ha vinto la Copa Verde, la coppa regionale per le squadre appartenenti alle regioni centro-ovest e nord-ovest.

## Palmarès

### Competizioni regionali
- Copa Verde: 1

2014

### Competizioni statali
- Campionato Brasiliense: 8

1976, 1977, 1978, 1980, 1982, 1983, 1984, 1987
- Campeonato Brasiliense Segunda Divisão: 2

2001, 2008

### Altri piazzamenti
- Campionato Brasiliense:

Secondo posto: 1979, 1995, 1997, 2009, 2013, 2014, 2015